# South Patrick Shores
South Patrick Shores – jednostka osadnicza w Stanach Zjednoczonych, w stanie Floryda, w hrabstwie Brevard, nad Oceanem Atlantyckim.